# 플라워 트래블링 밴드

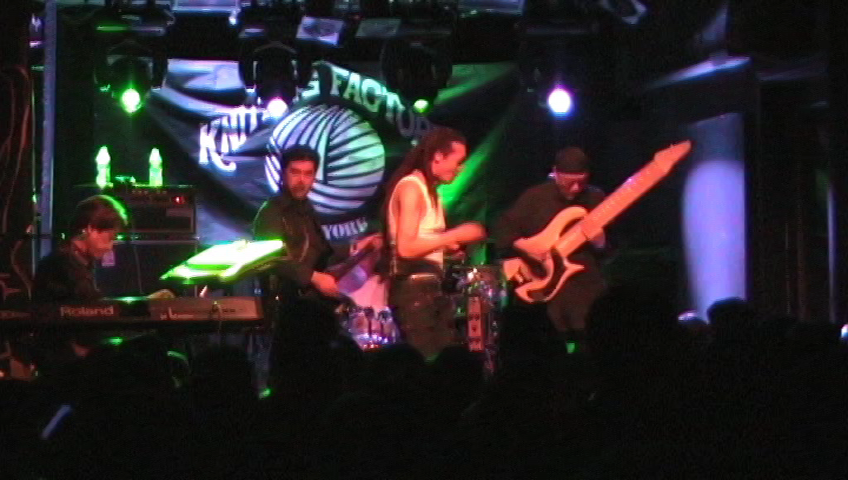

플라워 트래블링 밴드(フラワー・トラベリン・バンド, Flower Travellin' Band)는 1970년에 데뷔한 일본의 사이키델릭 록 밴드이다.

## 더 플라워즈
배우였던 우치다 유야는 유럽여행중에 싸이키델릭 문화의 폭발을 경험했다. 그는 런던에서 지미 헨드릭스의 공연도 보았다. 일본에 돌아와서 그는 자신의 이름을 단 밴드를 결성했고 68년 중반부터 공연을 시작했다. 여러 가지 싸이키델릭 무대를 연출했지만 춤추기 어려운 음악을 한다며 공연장에서 불만을 듣기도 했다.
앨범 녹음할 무렵 우치다는 《겐지 모노가타리》를 앨범으로 만들겠다는 마음을 품었지만 실제로는 자작곡 절반에 커버곡 절반을 담았다. 후에 그정도가 자신들의 실력이었다고 밝힌 바 있다. 최첨단의 록을 표방했지만 엔카풍의 곡조도 있고 본격적인 싸이키델릭이라고 말하기엔 어중간한 감이 있다. 그래도 당시 구하기 힘든 페달 이펙터 등을 사용해서 만든 싸이키한 사운드는 영미권에 비해서도 크게 밀리는 수준이 아니었다.
이후 멤버들의 미국행 등으로 해산된다.

## 플라워 트래블링 밴드
우치다 유야와 플라워즈라는 밴드가 전신이다. 멤버 몇몇을 교체하고 이름을 바꾸어 밴드를 재편했다. 1970년 세계 박람회에서 캐나다 밴드인 라잇하우스와 친해져 애틀랜틱 레코드와 계약해 북미에서 앨범 Satori를 발매했다. 싱글은 캐나다 차트에 진입한다. 이들은 라잇하우스 ELP 닥터 존 등과 함께 공연하기도 했다.
72년 귀국하여 일본 전국투어를 가졌다. 롤링 스톤스의 일본공연 오프닝이 예정되었으나 공연이 취소되어 이들도 이름을 알릴 기회를 놓쳤다. 73년 앨범 Make Up을 내고 마지막 공연을 마친 뒤 해산했다. 몇몇은 밴드 트랜잠음 만들어 음악생활을 이어나갔다.
07년 말에 재결성했고 08년에는 새 앨범을 내기도 했다. 08년 후지 록 페스티벌에 참여했다. 일본 공연 외에도 뉴욕 공연 등 해외 공연까지 진행했다.,join9 앨범에"우리는 여기서"시작과 함께,전국 7 위 앨범에서 관광 수행되었다.해외로 지금도 이 평가에서 높은 2008년 11에서 뉴욕 시티 공연,12 개월 동안 캐나다에서 수행된다.
우치다 유야의 제안으로 전곡이 영어가사로 되어있지만 동양적 선율도 가지고 있는 독자성을 가진 밴드였다. 당시 일본에서는 록을 영어로 할 것인가 일본어로 할 것인가라는 논쟁이 있었는데 우치다는 영어로 결론을 내렸다. 야마나카의 고음과 이시마의 슬라이드 기타가 어우러진 Satori는 높은 수준의 연주력으로 세계에 알려졌다.
일찌감치 캐나다에서 성공해 세계진출의 모범이 되었다. 하지만 당시 일본음악계는 포크의 전성기로 록 사운드로 인기를 얻는데는 한계가 있었다. 77년 히타치 제작소 TV의 CM송을 제공하여 주목받았다.
데이비드 보위가 그들을 높게 평가하여 뉴욕으로 거점을 옮기는게 어떠한가 하고 제안하기도 했지만 그때 이미 밴드는 해산을 결정한 뒤였다.
2000년에 트리뷰트 앨범이 제작되었다. 미이케 다카시의 영화 実録・安藤昇侠道伝 烈火에 Satiori가 사용되었다..

## 앨범
- 「Challenge!」1969년7월 (as 内田裕也とザ・フラワーズ)
- 『Anywhere』(1970년 10월 21일)
- 『SATORI』(1971년 4월 25일)
- 『Made In Japan』(1972년 2월 10일)
- 『Make Up』(1973년 2월 25일)
- 『The Times』(1975년 10월)
- 『We are here』(2008년 9월)

## 멤버
타임라인